# فرناندو هوراسيو أفالوس
فرناندو هوراسيو أفالوس (بالإسبانية: Fernando Ávalos)‏ هو لاعب كرة قدم أرجنتيني في مركز الدفاع، ولد في 31 مارس 1978 في باسو دي لوس ليبريس ‏ في الأرجنتين. لعب مع بوكا جونيورز وديبورتيفو إسبانول ونادي أونياو دا ماديرا ونادي بازل ونادي بوافيشتا ونادي بيلينينسش ونادي دويسبورغ ونادي كورينثيانز وناسيونال ماديرا ونويفا شيكاجو ونيا سلاميس فاماغوستا وهوراكان.

## وصلات خارجية
- فرناندو هوراسيو أفالوس على موقع قاعدة بيانات كرة القدم.إي يو (الإنجليزية)
- فرناندو هوراسيو أفالوس على موقع بيانات كرة القدم. دي إي (الألمانية)
- فرناندو هوراسيو أفالوس على موقع Soccerway.com (الإنجليزية)
- فرناندو هوراسيو أفالوس على موقع عالم كرة القدم.نت (الإنجليزية)